# Donkervoort Automobielen
Donkervoort Automobielen (merknaam Donkervoort) is een Nederlandse sportwagenfabriek, opgericht in 1978 door Joop Donkervoort onder de naam "Donkervoort Automobielen B.V.". De fabriek is gesitueerd in Lelystad, waar alle auto's worden ontwikkeld en met de hand vervaardigd.
Donkervoorts motto is "No Compromise". Hiermee wordt gerefereerd aan het puristische autorijden zonder -niet noodzakelijke- elektronische hulpmiddelen, zoals Electronic stability program (ESP) of stuurbekrachtiging.

## Historie
Het bedrijf werd opgericht in een kleine schuur achter de toenmalige woning van Joop Donkervoort in Tienhoven. Hier werden de allereerste Donkervoorts gebouwd. Een aantal jaar later verhuisde Donkervoort naar een grotere locatie in Loosdrecht. In 2000 verhuisde het bedrijf naar een zichtlocatie langs de A6 in Lelystad. Deze grote faciliteit biedt ruimte voor een grote productiehal en een showroom.
Tot 1999 werden voor alle Donkervoort modellen Fordmotoren gebruikt. Vanaf het jaar 1999 zijn, dankzij een samenwerkingsovereenkomst met Audi, alle volgende modellen voorzien van de motoren van Audi.

## Huidige productiemodellen

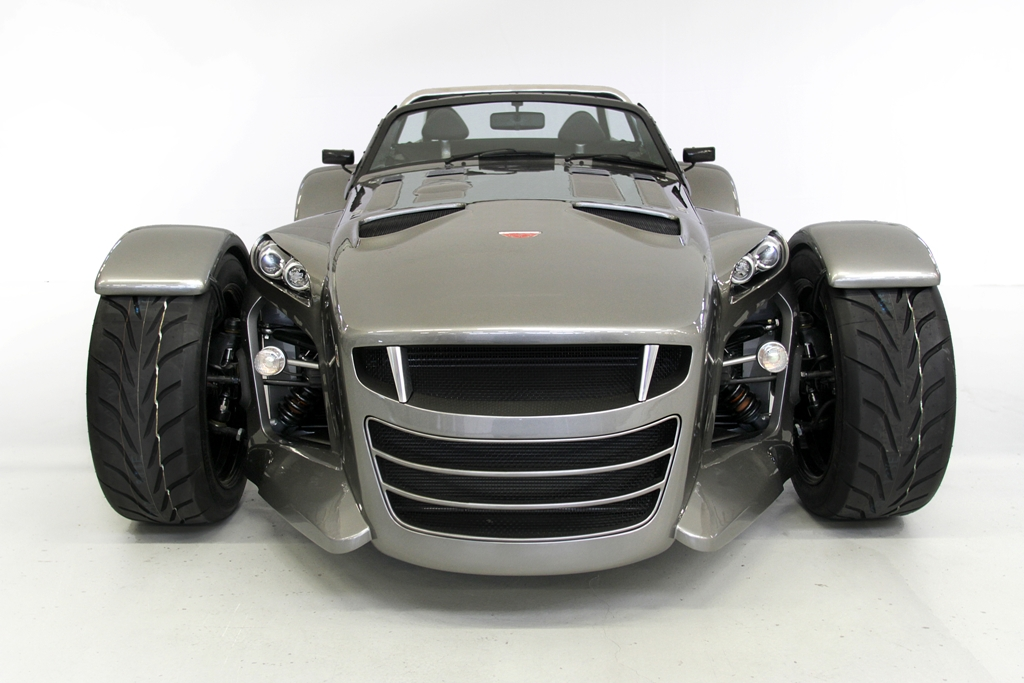
Donkervoort D8 GTO

### Donkervoort D8 GTO (vanaf 2012)
In december 2011 toonde Donkervoort in een sneak preview het allereerste prototype van de D8 GTO. Deze nieuw ontwikkelde Donkervoort - slechts 5% van de onderdelen delend met de D8 270 en zo’n 30% met de recentere D8 GT - wordt gezien als de volgende generatie Donkervoort. De D8 GTO is voorzien van de in de lengterichting geplaatste vijfcilinder 340 pk 2.5 TFSI motor van Audi. Met een vermogen van 340 tot 400 pk en een koppel van 450 Nm vanaf zo’n 1600 rpm.
Ook nieuw is het direct op het chassis verlijmen van grote koolstofcomposietpanelen, hetgeen zorgt voor een toename aan stijfheid en het behoud van het lichte gewicht van de auto (totaalgewicht rond 700 kg). Daarnaast bestaat ook de carrosserie geheel uit koolstofcomposietcomponenten. De D8 GTO is bovendien zo’n 35 centimeter langer en 15 centimeter breder dan zijn voorgangers.
In 2012 werd gestart met de productie van de eerste 25 Premium GTO's - speciaal uitgevoerde full-option GTO’s - die zijn voorzien van een 2.5 TFSI motor die 30 kg lichter is dan de standaard Audi-variant. De eerste ‘reguliere’ versies werden vanaf 2013 geproduceerd en geleverd. Eind 2019 kwam de D8 GTO-JD70 op de markt ter ere van de zeventigste verjaardag van oprichter Joop Donkervoort.

## Modellen uit het verleden

### Donkervoort S7 (1978-1984)
De S7 was de eerste Donkervoort die de fabriek verliet. Hij werd aangedreven voor een 1,6 liter-Ford-motor die 90 pk leverde met een vierversnellingsbak. De voorste wielophanging was de "triumph uprights". De achteras kwam uit een Ford Escort.

### Donkervoort S8 (1985-1989)
De S8 was een flinke stap voorwaarts. Hij had een bredere voortrein en daardoor verbeterde wegligging. Hij werd aangedreven door een tweeliter-Ford-motor die 110 pk leverde. Er werd veel aandacht besteed aan de veiligheid. Het dubbele remsysteem en de twee aluminium brandstoftanks, gemonteerd voor de achteras, zijn daar voorbeelden van.

### Donkervoort S8A (1985-1993)
De S8A was niet alleen een vernieuwde S8, het was in veel opzichten een nieuwe auto. Hij had een breder en lichter chassis met gelijmde aluminium panelen, een nieuwe, onafhankelijke achterwielophanging en een vijfversnellingsbak. Daarnaast was het uiterlijk veranderd met een opnieuw ontworpen neus, motorkap en deuren.

### Donkervoort D10 (1988-1989)
De D10 werd gebouwd ter ere van het 10-jarig jubileum van Donkervoort Automobielen. Er werden er slechts tien van gebouwd. De D10 wordt beschouwd als een speciale creatie van Donkervoort, omdat dit model - in tegenstelling tot de andere modellen - bijvoorbeeld geen voorruit had.

### Donkervoort S8AT (1986-1994)
Voor de eerste S8AT's werd het chassis van de S8A gebruikt. Vanwege milieuregels in 1986 moest Ford zijn motoren uitrusten met een katalysator. Hierdoor ging het vermogen van de motoren omlaag, waarop Donkervoort besloot een eigen motor te ontwikkelen. De basis van deze motor is de oude tweekleppige tweeliter-Ford-motor, waar Donkervoort een Garret T3 turbo charger, een intercooler, Cosworth-zuigers, een nieuw benzine-injectiesysteem en een driewegkatalysator aan toevoegde. Het blok leverde 170 pk als tweeliter en 190 pk in de 2,2 liter-uitvoering. Ook nieuw was het chassis, dat afkomstig was van de D10. Dit chassis was breder en sterker en de torsiestijfheid nam hierdoor toe. De nieuwe voor- en achterwielophanging waren ook afkomstig van de D10 en vanaf 1991 werden schijfremmen op de achterwielen aangebracht.

### Donkervoort D8 Zetec (1993-1998)
In 1993 werd een opvolger van de S8AT ontwikkeld, de D8 Zetec. Om de auto lichter te maken had hij geen reservewiel meer en werd de accu vervangen door een race-accu. Ook kreeg de auto een nieuwe grill. De auto werd geleverd met een 1,8 of 2,0 liter-16V-Zetec-motor die 140 of 160 pk leverde. Daarnaast was de Zetec Sport-versie leverbaar met een sportinterieur, cycle wings en een nieuwe gebogen voorruit met raamwerk en scuttle van koolstofvezel.

### Donkervoort D8 Cosworth (1994-1998)
De D8 Cosworth heeft een 2,0 liter DOHC-motor die 220 tot 280 pk leverde. Met een acceleratie van 0 tot 100 in 4,8 seconden concurreerde de D8 Cosworth met de snelste productieauto's uit die tijd. Ook was hij leverbaar als de D8 Cosworth Sport, met een lichtgewicht body, scuttle van koolstofvezel, cyclewings en dashboard. De auto is standaard uitgerust met drievoudige, verstelbare WP-schokdempers.

### Donkervoort D8 Audi (1999-2002)
In 1999 werden de Ford-motoren vervangen door de 1,8 turbomotor van Audi.
Het betreft de viercilinder, twintigkleppenversie met motorcode AGU.
Deze motorblokken leveren standaard een vermogen van 150 pk, maar Donkervoort leverde getunede versies van 180, 210 en 235 pk.
De snelste versie die gebouwd werd is de D8-180/R met 245 pk.
De D8-180/R kon ook in een speciale CUP-versie geleverd worden om aan de populaire Donkervoort Cup deel te nemen.
Deze CUP-versie werd bijkomend voorzien van extra carbon, Cup-zetel, grote brandblusser, extra noodstophendels.
De Audi-motor had, in vergelijking met de Ford-motoren een hogere levensduur, een kleiner formaat en een lager gewicht.
Voor de D8 Audi-versie werd er een nieuw en stijver chassis ontwikkeld en er werd nog meer gewicht bespaard waarmee het totaalgewicht op 630 kg kwam.

### Donkervoort D20
Tot de D20 hadden alle Donkervoorts de motor en de versnellingsbak voorin liggen, maar de D20 heeft de motor voorin en de versnellingsbak achterin. De D20 is de eerste Donkervoort met een V6-motor, die eigenlijk bedoeld is voor grotere, comfortabele Audi's. De motor werd aangepast. Deze leverde daardoor 280 pk. De D20 werd als een prototype gebouwd, maar is nooit in productie genomen.

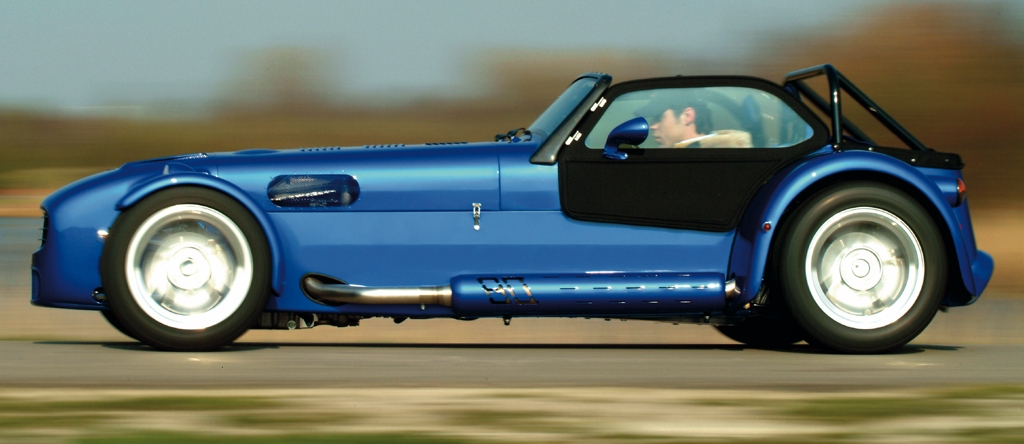
Donkervoort D8

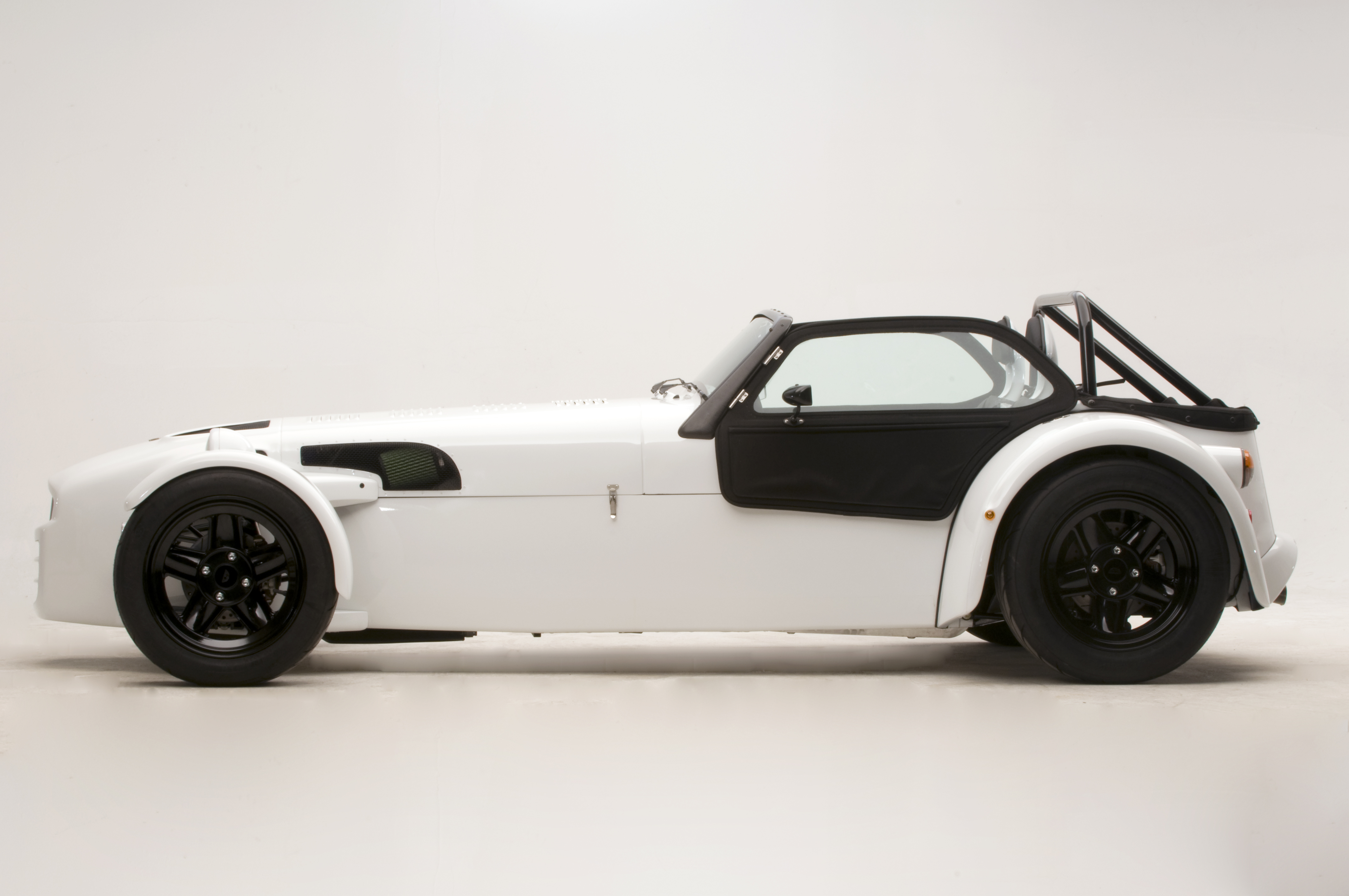
Donkervoort D8 270

### Donkervoort D8 Audi (E-gas) Wide Track (2003-2012)
Sinds 2003 bouwt Donkervoort de Audi 1.8T 20V E-gas-turbomotor in. In de D8 is de motor leverbaar in vijf vermogens: 150 pk, 180 pk, 210 pk, 235 pk en 270 pk. In combinatie met een totaalgewicht van 630 kilogram, en afhankelijk van het type, neemt de acceleratie van 0 naar 100 km/u tussen de 3,8 en circa 5,2 seconden in beslag.

### Donkervoort D8 270 RS (2005-2007)
De D8 270 RS is een eerbetoon aan de overwinning aan de Nordschleife van de Nürburgring in 2004 toen Donkervoort het ronderecord voor productieauto's pakte. Elke D8 270 RS heeft een identificatieplaatje waarin de naam van de eigenaar en het nummer van de auto gegraveerd staan. De D8 270 RS heeft een gemodificeerde neus met grotere ventilatieopeningen en een extra radiator aan de zijkant van de auto. Andere belangrijke technische veranderingen in vergelijking met de normale D8 zijn de grotere intercooler en turbo en een andere brandstofinspuiting. Dit model heeft een gelimiteerde oplage van 25 exemplaren.

### Donkervoort D8 270 (2008-2012)
Sinds de zomer van 2008 is de D8 270 leverbaar. Deze versie van de D8-serie werd de opvolger van D8 270 RS, de gelimiteerde versie uit 2005. De D8 270 accelereert van 0-100 km/h in 3,6 seconden en beschikt over een nieuwe neuspartij en grill die rechtstreeks refereren aan de D8 GT.

### Donkervoort D8 GT (2007-2012)
De in 2007 geïntroduceerde Donkervoort D8 GT is de allereerste gesloten Donkervoort. Ten opzichte van de open versie van de D8 is de D8 GT technisch gezien vrijwel geheel aangepast. Met name onderhuids zijn de nodige veranderingen aangebracht aan bijvoorbeeld de wielophanging, een toename in spoorbreedte met 8 centimeter, zijn er grotere remmen aangebracht voor een betere vertraging en zijn 17 inch aluminium wielen gemonteerd.
De D8 GT is met 650 kilogram de lichtste GT ter wereld. Met name het gebruik van carbonfiber draagt daaraan bij: het complete dak, de gehele achterzijde van de auto en ook de deuren en spatborden zijn van dit materiaal vervaardigd.